# Eudejeania browni
Eudejeania browni är en tvåvingeart som beskrevs av Charles Howard Curran 1941. Eudejeania browni ingår i släktet Eudejeania och familjen parasitflugor.
Artens utbredningsområde är Ecuador. Inga underarter finns listade i Catalogue of Life.